# Физиологија
Физиологија је природна наука која се бави проучавањем и тумачењем физичких и хемијских фактора одговорних за настанак, развој и ток живота, са посебним акцентом на механизме који надзиру и регулишу животне процесе, тј. одржавају хомеостазу. Она се бави начином функционисања свих живих бића, од најједноставнијих вируса до сложених вишећелијских организама какав је човек. Име физиологија потиче од грчких речи physis (φυσις - природа) и logos (λόγος - наука). 
Некада се сматрало да је она једна од дисциплина анатомије. Међутим примена савремених научних достигнућа у изучавању природе и живих бића, показала је да су структура и функција међусобно повезане и зависне. Ипак, физиологија је повезана, како са анатомијом, тако и са биологијом, биохемијом, медицином и другим сродним наукама и научним дисциплинама.
Хумана физиологија настоји да разјасни начин функционисања људског организма, попут хемијских реакција које се догађају у ћелијама, преноса нервних импулса, контракције мишића, размножавања, па све до најситнијих појединости претварања светлосне у хемијску енергију унутар ока итд.
Сваки облик живота има специфичне функционалне особине. Због тога се велико подручје физиологије може поделити на одређене области: физиологију вируса, физиологију бактерија, физиологију биљака, физиологију животиња, хуману физиологију итд.
Физиологија човека се дели на:
- физиологију ћелије,
- физиологију крвних ћелија, имунитета и згрушавања крви,
- физиологију срца,
- физиологију циркулације,
- физиологију телесних течности и бубрега,
- физиологију дисања,
- физиологију летења и боравка у свемиру,
- физиологија роњења ,
- физиологију нервног система и чула,
- физиологију дигестивног тракта,
- физиологију метаболизма и регулације температуре,
- физиологију ендокринологије и репродукције.